# Мерилін (ураган)
Ураган Мерилін (англ. Hurricane Marilyn) — найпотужніший ураган, який обрушився на Віргінські острови з часів урагану «Г’юго» 1989 року, третій тропічний циклон який за двотижневий проміжок часу, який вразив Підвітряні острови, іншими були ураган «Айріс» і набагато потужніший і руйнівніший ураган «Луїс»
Через ураган загинуло тринадцять людей, більшість з яких потонула на човнах або в морі. Одинадцять тисяч людей залишилися без даху над головою на острові Сент-Томас, а збитки були оцінені в 2,5 мільярди доларів (1995 доларів США). Наступного року ту саму територію вразить ураган «Берта», які все ще будуть відновлюватися від ураганів «Айріс», «Луїс» і «Мерилін».

## Метеорологічна історія

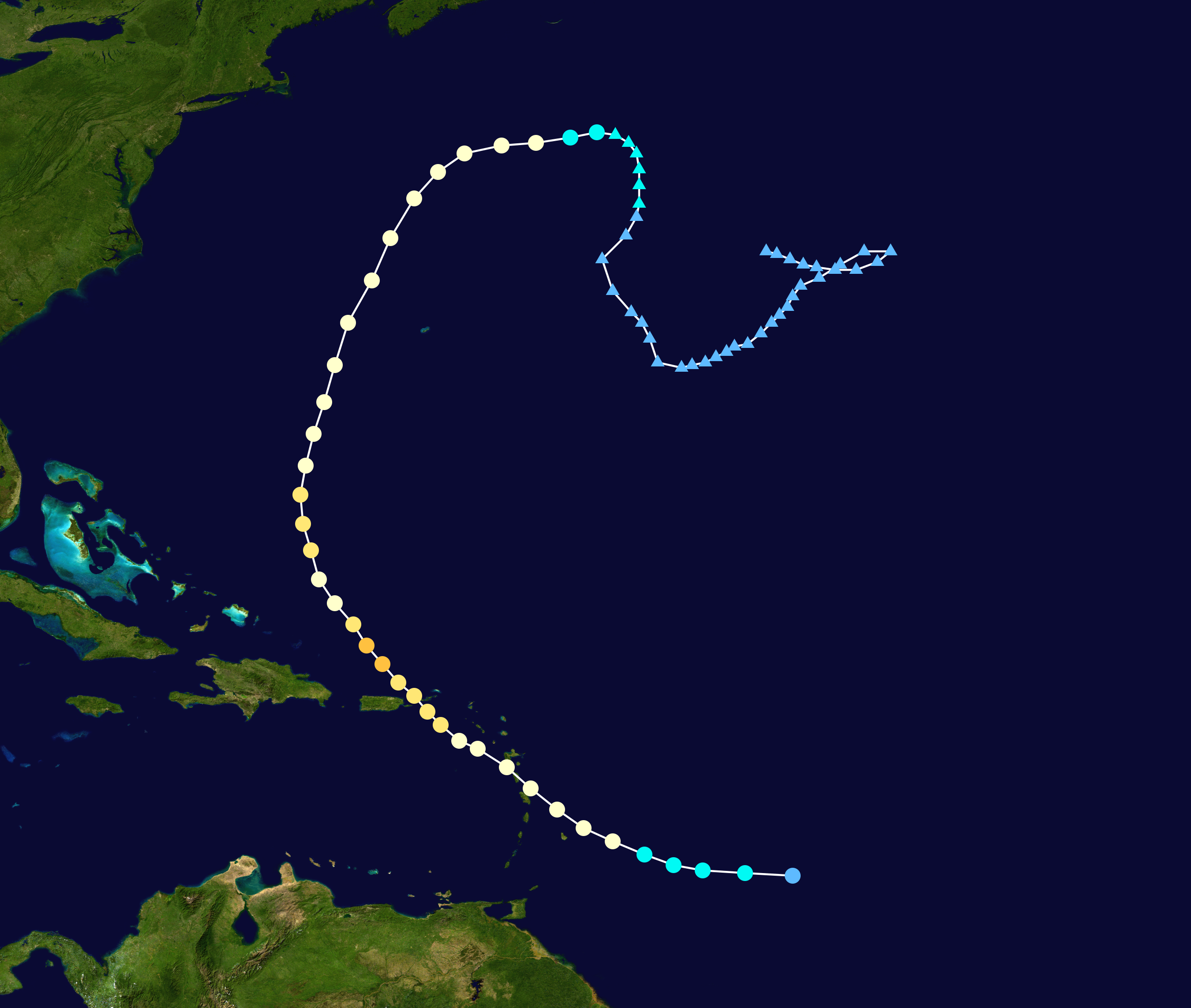
Траєкторія урагану

Мерилін походить від тропічної хвилі, яка утворилася біля африканського узбережжя 7 вересня. Великі, низькі вітри були включені в циркуляцію хвилі, але існувала незначна конвекція.  Система продовжувала рух на захід протягом кількох днів зі швидкістю приблизно 19 миль/год (31 км/год) поруч із антициклоном. 12 вересня супутникові знімки показали невпорядковану хвилю та оголосили її П’ятнадцятою тропічною депресією після посилення конвекції. Тропічна депресія Fifteen швидко посилилася, ставши тропічним штормом Мерилін через шість годин. Одного дня після того, як їй було присвоєно ім’я, статус Мерилін було підвищено до статусу урагану, повернувши на північий-західний напрямок.
Протягом наступних кількох днів шлях Мерилін йшов на північний-захід через слабкість субтропічного хребта. Мерилін був ураганом 1 категорії; він пройшов за 52 милі (84 км) на північ від Барбадосу та Мартініки. 14 вересня Мерилін пройшла над Домінікою та лише островом Іль-де-Сент і на південний-захід від Гваделупи, принісши з собою проливні дощі та сильний вітер. «Мерилін» продовжив свій північно-західний шлях, вийшовши на сушу в Американських Віргінських островах 15 вересня зі швидкістю вітру 110 миль/год (180 км/год), сильний ураган 2 категорії. Пізніше того ж дня очна стіна, розташована на південний-схід від центру Мерилін, проходила над Сент-Томасом. Пройшовши над Пуерто-Рико, Мерилін знову увійшла в Атлантичний океан 16 вересня.

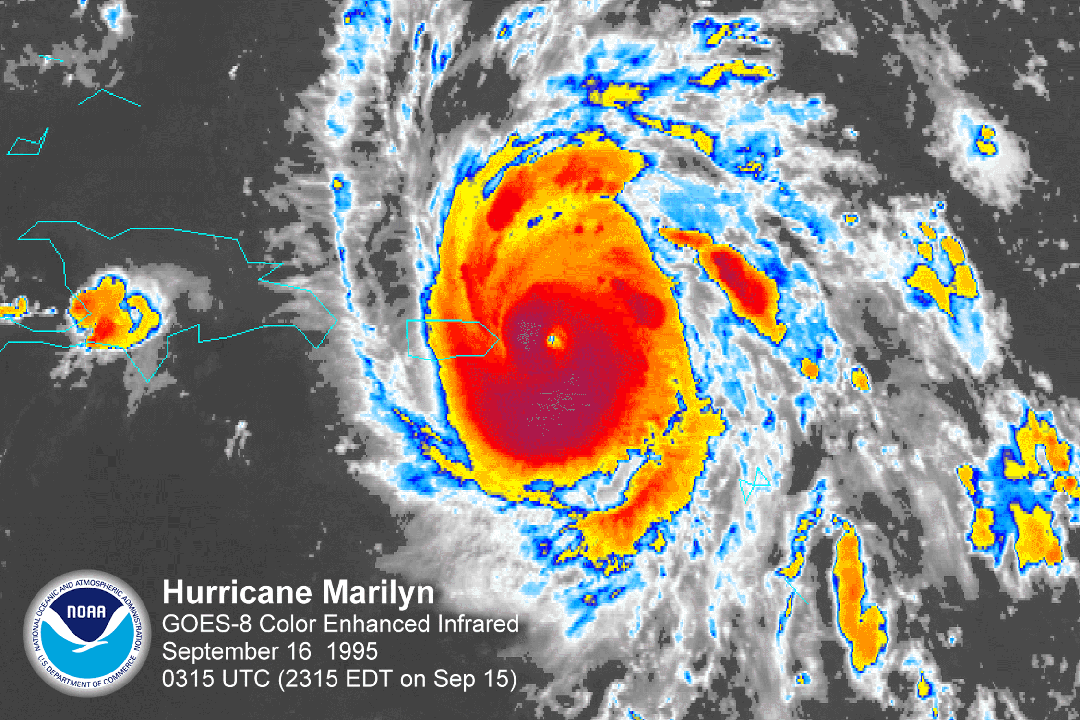
Ураган Мерилін поблизу Пуерто-Рико

Біля Мерилін утворився мінімум, який, можливо, посилив відтік із системи. У центрі Мерилін утворилося «Око», і шторм досяг піку інтенсивності в 949 мілібарів , а швидкість вітру — 115 миль/год (185 км/год), ураган 3 категорії. У цей час передбачалося, що Мерилін досягне піку швидкості вітру 120–125 миль/год (193–201 км/год). Дані розвідки виявили концентричну пару максимумів вітру на очній стінці. Мерилін почала швидко слабшати, впавши з максимальної швидкості вітру 141 миль/год (227 км/год) до 102 миль/год (164 км/год). Центральний тиск також піднявся на 20 мбар лише за 10 годин. Це швидке ослаблення було спричинене західним зсувом і сухим повітрям, що потрапило в систему в стінкку ока та особливо прохолодною водою, що піднялася від попереднього потужного шторму, урагану Луїс. У міру того, як «Мерилін» ослабла до статусу урагану 1 категорії і рухалася на північний-захід, 19 вересня вона пройшла приблизно за 174 милі (280 км) на захід від Бермудських островів. Оскільки «Мерилін» зіткнулася з більшим західним зсувом, вона ослабла до статусу нижче урагану та 20 вересня здійснила позатропічний перехід із центром у північно-східній Атлантиці. Залишкова циркуляція продовжувала безладно рухатися через центральну частину Атлантичного океану ще 10 днів, перш ніж була поглинена фронтальним мінімумом 30 вересня.
Розвідувальний політ Мисливців за ураганаии повідомив про град, що є нетиповим для тропічних циклонів.

## Підготовка

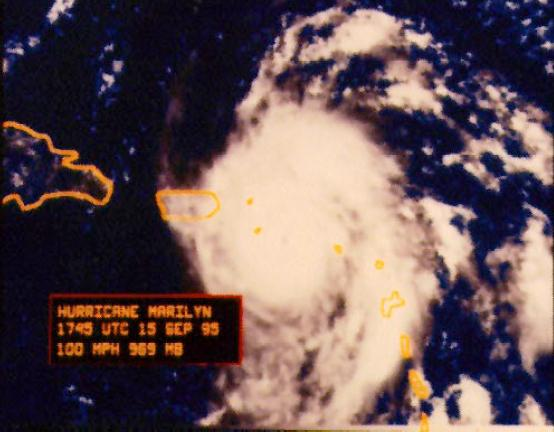
Ураган Мерилін перетинає Віргінські острови 15 вересня 1995 рок

У зв'язку з Мерилін було видано 17 попереджень. Перші два попередженнь про тропічний шторм, виданими на Барбадосі, Сент-Вінсенті, Гренадинах, Сент-Люсії та Гренаді 12 вересня о 22:00 UTC. Через п'ять годин для Тринідад і Тобаго було оголошено попередження про тропічний шторм. Попередження про тропічний шторм було оголошено для Сент-Люсії, Сент-Вінсента, Гренадин, Гренади та Тобаго о 9:00 UTC 13 вересня. О 21:00 за UTC було видано попередження про ураган для Барбадосу, Сент-Вінсента, Гренадин, Сент-Люсії та урагану для Домініки. 21:00 UTC 13 вересня було продовжено для Гренадин через Сен-Мартен, за винятком Гваделупи, Сен-Бартелемі та французької частини Сен-Мартіна. О 15:00 UTC Пуерто-Рико оголосили про ураган. Американські та Британські Віргінські Острови, а також Гваделупа отримали попередження про ураган.
Упродовж ночі декілька попереджень було припинено. 15 вересня о 15:00 UTC Домініканська Республіка від Кабрери до Кабо-Енгано отримали попередження про ураган через наближення Мерилін. У ніч на 16 вересня всі активні попередження були припинені. Приблизно в той самий час було випущено попередження про ураган для Теркс і Кайкос, Маягуана, Аклінз на південному-сході Багамських островів. Це попередження було скасовано протягом 48 годин. О 15:00 UTC 18 вересня Бермудських островах було оголошено попередження про тропічний шторм Попередження було припинено 19 вересня.
250 тисяч жителів Барбадосу провели ніч на 13 вересня в укриттях.

## Вплив
| Країна      | Загиблі | Збиткі        | Ресурс        |
| ----------- | ------- | ------------- | ------------- |
| Сент-Томас  | 5       | $1.5 молрд    | [ 23 ]        |
| Санта-Крус  | 1       | $350 млн      | [ 24 ]        |
| Сент-Джон   | 1       | $150 млн      | [ 23 ] [ 24 ] |
| Пуерто-Рико | 1       | $300 million  | [ 24 ]        |
| Невідомо    | 5       |               | [ 25 ]        |
| Всього      | 13      | ~$2.3 billion |               |

Мерилін спричинила близько 2,3 мільярдів доларів і 13 смертей на Віргінських островах США та Пуерто-Рико. Точна сума збитків на Американських Віргінських островах і Пуерто-Ріко недоступна, хоча American Insurance Services Group встановила сукупний збиток у 875 мільйонів доларів. Окрім сильних вітрів і хвилювання, одним із можливих пояснень значних збитків від шторму могло бути самовдоволення з боку місцевого населення острова. Мерилін обрушився лише через 10 днів після Луїса , більш потужного урагану 4 категорії, який спочатку передбачався, що пройде дуже близько від Сент-Томаса. Це передбачення спонукало місцевих жителів бути особливо ретельними у своїй передгрозовій підготовці; однак Луїс відійшов далі від острова та завдав відносно помірної шкоди. Мешканці Віргінських островів поставили під сумнів точність повідомлень Національного центру ураганів щодо вітру, оскільки ураган «Мерилін» завдав значної шкоди як ураган 2 категорії. Збитки на Сент-Томасі нагадували збитки, які спостерігалися на Санта-Крус в 1989 році, коли ураган Г'юго, шторм 4 категорії, завдав катастрофічних збитків. Оскільки Сент-Томас є дуже горбистим островом, можливо, постійні вітри на відкритих пагорбах (деякі з яких мають висоту тисячі футів над рівнем моря) були значно сильнішими, ніж оцінки швидкості вітру на рівні моря, надані Центром ураганів у його головному повідомленні. Мешканці також повідомляли про вихори торнадо в окремих районах.

## Наслідки
До Пуерто-Рико та на Американські Віргінські острови було відправлено вантажі допомоги після урагану «Мерилін». Офіційні особи FEMA створили табори на островах, щоб роздавати їжу, воду та притулок.